# ستيفن إم. يونغ
ستيفن إم. يونغ (بالإنجليزية: Stephen M. Young) هو دبلوماسي أمريكي، ولد في 1951 في واشنطن العاصمة في الولايات المتحدة.

## وصلات خارجية
- ستيفن إم. يونغ على موقع إن إن دي بي (الإنجليزية)